# 1565 в Україні

## Події
- Віленський привілей поділив територію Великого князівства Литовського на тридцять судових повітів. Після проведення судової реформи 1566 року було впроваджено нововведення й до адміністративно-територіального устрою держави. Було додано п'ять нових воєводств, три з яких — Київське, Волинське та Брацлавське — знаходились на українських землях[1].

## Особи

### Народились
- Христофор Філалет (1565—1624) — письменник-полеміст з Волині, вихованець Острозької академії, філософ.

### Померли
- 21 травня Павел Тарло (архієпископ) (? — 1565) — польський шляхтич, військовик, римо-католицький релігійний діяч Королівства Польського. Львівський латинський архієпископ з 1561 року.
- Вишневецький Максим Олександрович (? — 1565) — український князь й магнат гербу Корибут.
- Мартин Зборовський (1492—1565) — польський шляхтич, військовий, державний діяч Королівства Яґеллонів.

## Засновані, зведені
- Башта Стефана Баторія (Кам'янець-Подільський)
- Калуський пивзавод

Письмові згадки про:
- Баранівку
- Весняне,
- Квітневе (Білогірський район)
- Климець (Сколівський район),
- Романківці (Сокирянський район),
- Забір'я (Жовківський район),
- Дубечне (Старовижівський район),
- Кузьмино (Мукачівський район),
- Огризківці (Лановецький район)
- Грушвицю Першу (Рівненський район)
- Лікоть (Турківський район)
- Торчиця